# Chaos et Harmonie
 (juillet 2017).
Si vous disposez d'ouvrages ou d'articles de référence ou si vous connaissez des sites web de qualité traitant du thème abordé ici, merci de compléter l'article en donnant les références utiles à sa vérifiabilité et en les liant à la section « Notes et références ».
Albums de Ali
Le Rassemblement
(2010)
Chaos et Harmonie est le premier album solo du rappeur français Ali (ex-Lunatic), sorti en 2005 sous le label 45 Scientific.
L'album entre dans les classements français à la 14e place, sa meilleure position.

## Liste des titres
| 1.    | Rappel à l'ordre                   | 2:08 |
| 2.    | Génération Scarface                | 4:35 |
| 3.    | L'Impasse (feat. Escobar Macson)   | 4:36 |
| 4.    | Observe                            | 4:16 |
| 5.    | Golden Boy                         | 3:20 |
| 6.    | Oraison funèbre                    | 3:12 |
| 7.    | La vérité reste la vérité          | 4:46 |
| 8.    | Chaos et Harmonie                  | 4:15 |
| 9.    | Préviens les autres (feat. Hi-Fi)  | 3:45 |
| 10.   | Langage vénimeux                   | 2:39 |
| 11.   | Le Chant des sirènes               | 3:54 |
| 12.   | Sang froid (feat. Keydj et Wallen) | 4:21 |
| 13.   | Tolérance zéro                     | 4:10 |
| 14.   | A.M.O.U.R.                         | 4:14 |
| 54:11 |                                    |      |